# Ancistrobasis reticulata
Ancistrobasis reticulata is een slakkensoort uit de familie van de Seguenziidae. De wetenschappelijke naam van de soort is voor het eerst geldig gepubliceerd in 1844 door Philippi als Solarium reticulatum.